# Platanthera flava
Platanthera flava es una especie de orquídea de hábito terrestre.

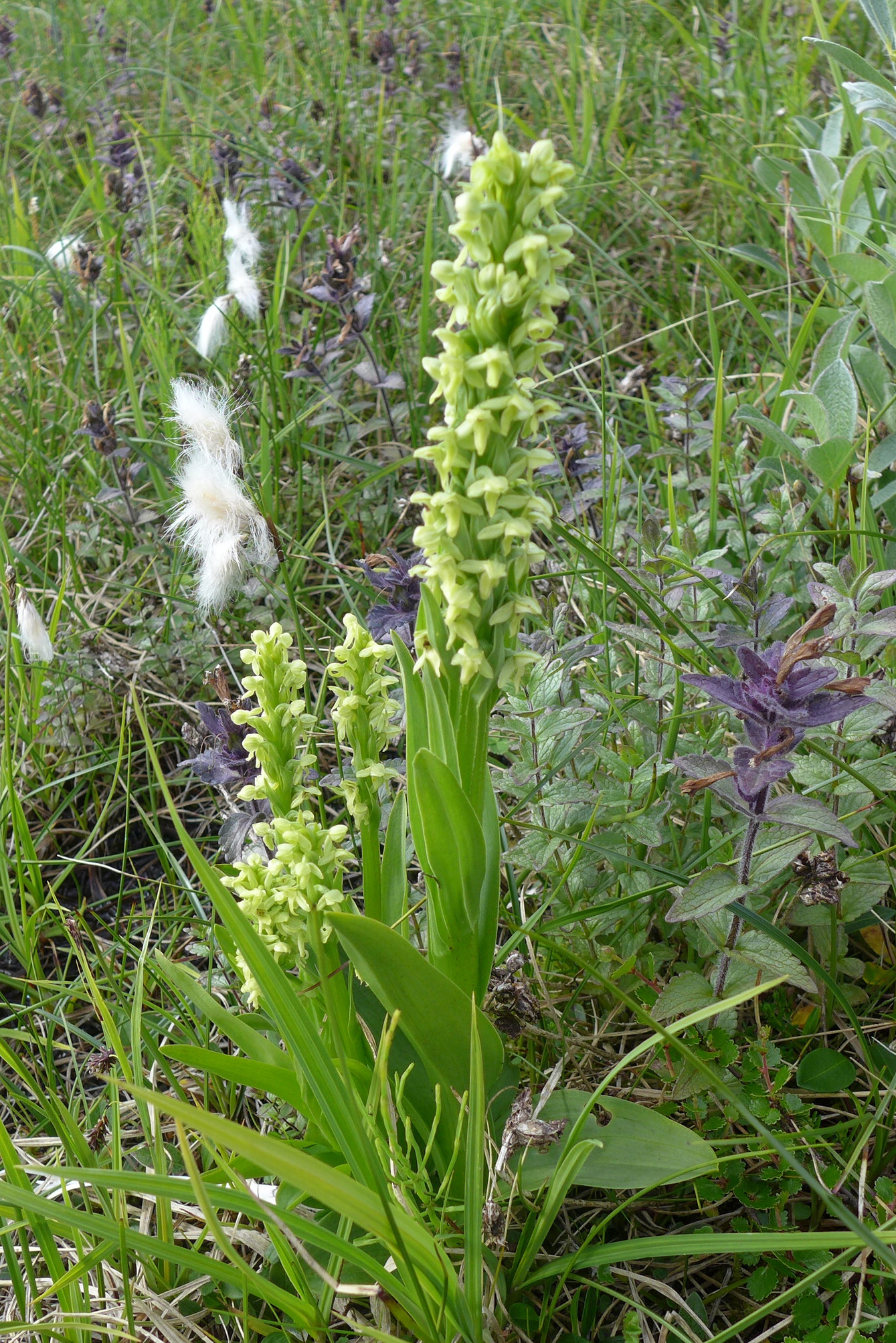
Vista de la planta

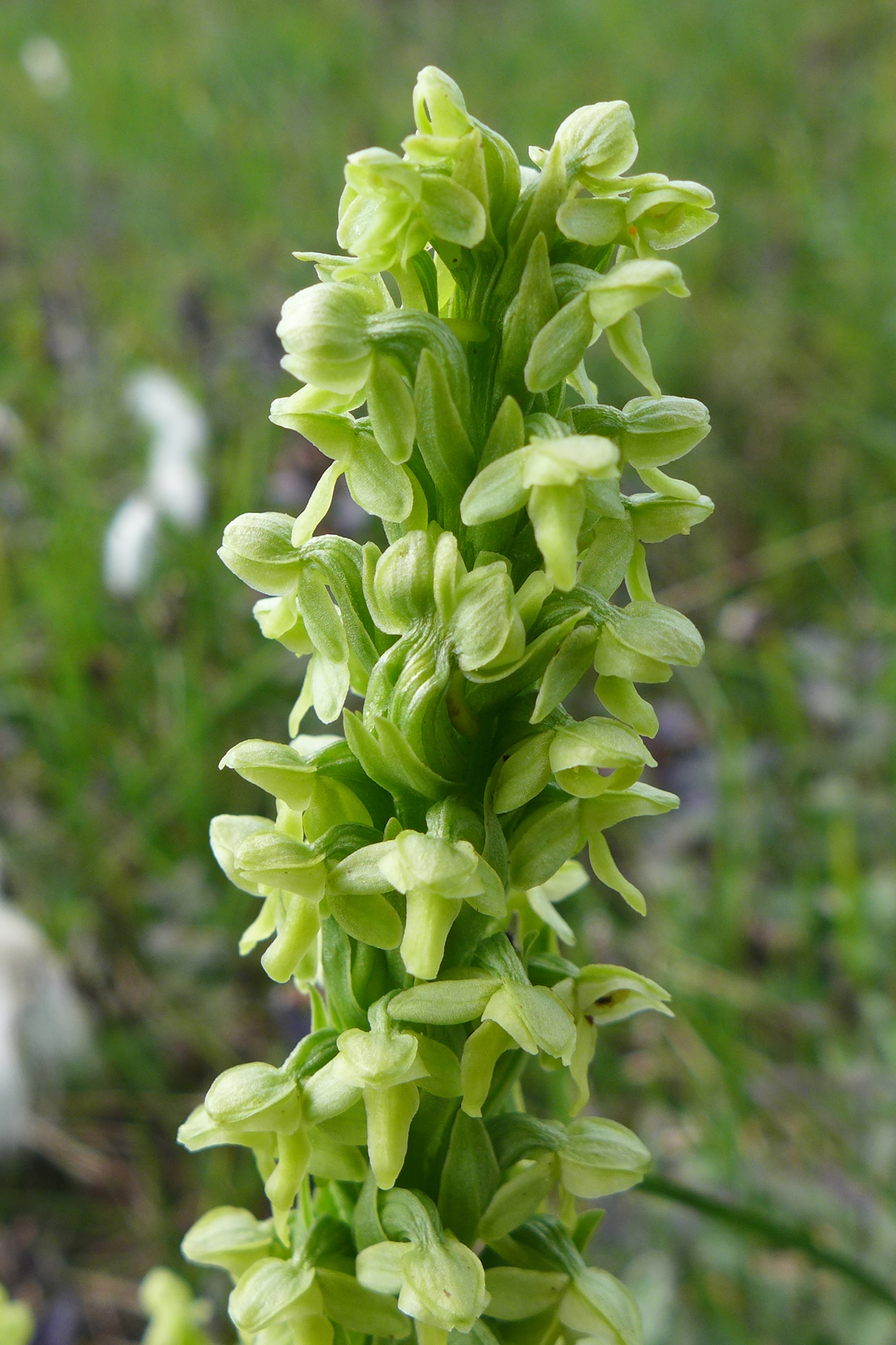
Inflorescencia

## Distribución y hábitat
Es originaria del este de América del Norte, desde Texas, al este de la Florida, al norte de Ontario, Quebec y Nueva Escocia.

## Ecología
Platanthera flava tiene 10-40 flores en la inflorescencia. En el norte de su área de distribución, en Canadá, esta especie está particularmente asociada con las orillas de lagos y ríos, en la zona de inundación estacional. En Nueva Escocia, se produce en las praderas húmedas en las costas inundadas estacionalmente con especies raras del litoral como Sabatia kennedyana. En el sur, como en Texas, se encuentra en las sabanas húmedas e inundables. Los hábitats costeros del norte son mantenidos por la socavación del hielo, mientras que en el sur, son mantenidos por el fuego. Por lo tanto, parece que esta especie depende de recurrentes de perturbación natural para mantener las condiciones soleadas abiertas. 

## Taxonomía
Platanthera flava fue descrita por (Carlos Linneo) Lindl. y publicado en The Genera and Species of Orchidaceous Plants 292. 1835.
Etimología
El nombre genérico Platanthera deriva del griego y se refiere a la forma de las anteras de las flores ("flores con anteras grandes, planas"). 
El epíteto específico flava significa "amarillo rojizo"
Variedad aceptada
- Platanthera flava var. herbiola (R.Br.) Luer

Sinonimia
- Habenaria flava (L.) R.Br. ex Spreng.
- Habenaria flava f. lutea Louis-Marie ex B.Boivin
- Orchis bidentata Elliott
- Orchis flava L.
- Orchis scutellata Nutt.
- Perularia bidentata (Elliott) Small
- Perularia flava (L.) Rydb.
- Perularia flava (L.) Farw.
- Perularia scutellata (Nutt.) Small
- Platanthera flava var. flava
- Platanthera flava f. lutea (Louis-Marie ex B.Boivin) R.E.Whiting & Catling
- Tulotis flava (L.) Senghas[9][10]